# Jan Buzek (1874–1940)

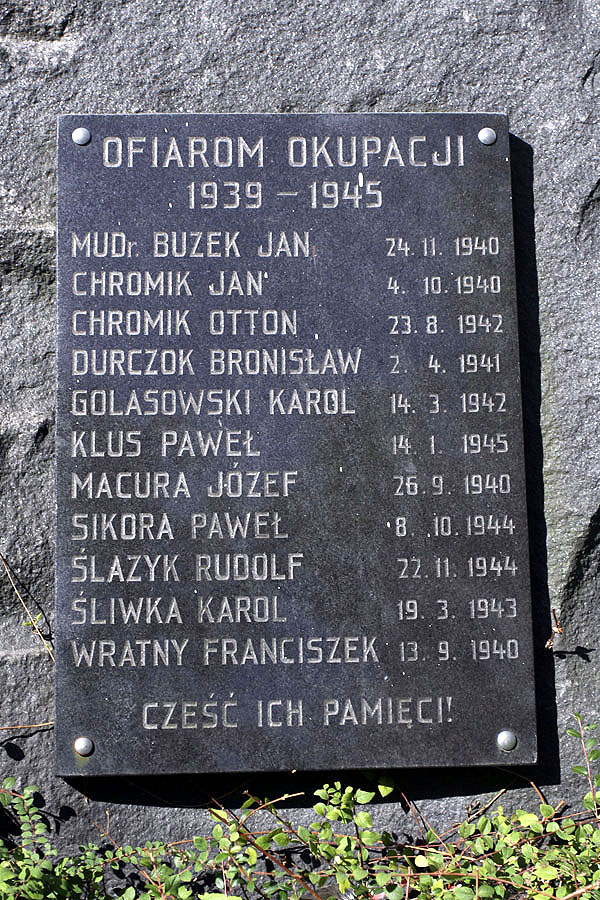
Tablica upamiętniająca ofiary okupacji w Dąbrowie

Jan Jerzy Buzek (ur. 27 marca 1874 w Końskiej, zm. 24 listopada 1940 w niemieckim obozie koncentracyjnym Dachau) – polski lekarz, działacz społeczny i polityczny w Czechosłowacji, poseł do Zgromadzenia Narodowego Republiki Czechosłowackiej (1929–1935).

## Życiorys
Urodził się w Końskiej, która w tym czasie należała do Austro-Węgier. Pochodził z chłopskiej rodziny. Jego rodzicami byli Andrzej i Maria z domu Kajzer lub Kajzar. Jego bratem bliźniakiem był Jerzy Jan Buzek.
Ukończył kolejno szkołę podstawową w Końskiej, Państwowe Gimnazjum Niemieckie w Cieszynie i medycynę na Uniwersytecie Jagiellońskim, zdobywając w 1901 r. tytuł doktora. Po studiach osiadł w Dąbrowie na Śląsku Cieszyńskim. Przyczynił się do założenia w 1909 r. polskiego gimnazjum w Orłowej i w 1911 r. Ogniska Polskiego w Dąbrowie.
Ożenił się z Anną z domu Michejdą, siostrą Kornela Michejdy. Miał z nią dwóch synów: Jana urodzonego w 1904 r. oraz Władysława urodzonego w 1909 r.. Po śmierci pierwszej żony w 1909 r., Jan J. Buzek ożenił się powtórnie z Jadwigą z domu Dyboską 6 maja 1911 r. w Krakowie. Z tego małżeństwa pochodziła córka Romana.
Po zakończeniu I wojny światowej pozostał w czeskiej części Śląska, był m.in. skarbnikiem Zarządu Głównego Macierzy Szkolnej w Czechosłowacji (od 1921 r.), działaczem tamtejszego Stronnictwa Ludowego i wiceprezesem Rady Naczelnej Związku Polaków w Czechosłowacji (od 1938 r.).
W 1929 r. wybrano go posłem do Zgromadzenia Narodowego Republiki Czechosłowackiej (startował ze wspólnej listy organizacji polskich, ślązakowców i polskich socjalistów), na którego forum bronił praw kulturalnych i narodowych polskiej mniejszości narodowej na Śląsku. Mimo poglądów chadeckich zdecydował się na przynależność do frakcji socjaldemokratycznej w Zgromadzeniu Narodowym Republiki Czechosłowackiej. 27 maja 1930 r. w swoim pierwszym wystąpieniu poselskim omówił wszystkie dotąd niezałatwione sprawy i bolączki polskiej ludności. W 1934 r. nie zawahał się demonstracyjnie wystąpić z klubu parlamentarnego Czeskiej Partii Socjalistycznej, którego był członkiem, gdy jego interpelacje nie znalazły poparcia ze strony tego klubu. Z trybuną parlamentarną pożegnał się 5 kwietnia 1935 r. wystąpieniem skierowanym przeciwko ustawie o nowej ordynacji wyborczej, która ludności polskiej znacznie utrudniała zdobycie mandatu poselskiego.
Po zajęciu Śląska przez Niemców w 1939 r. Jan J. Buzek usiłował bronić ludności polskiej przed represjami niemieckich władz okupacyjnych. Został aresztowany przez Niemców 12 kwietnia 1940 r. w ramach tzw. Operacji Tannenberg. 28 kwietnia 1940 r. został osadzony w niemieckim obozie koncentracyjnym Dachau (nr obozowy Ślązak-P 14631). 5 czerwca 1940 r. przeniesiono go do obozu koncentracyjnego Mauthausen, a 15 sierpnia 1940 r. przeniesiono go znowu do obozu koncentracyjnego Dachau. Jan J. Buzek ważył przed aresztowaniem 118 kg, w obozach schudł do około 50 kg. 24 listopada 1940 r. zmarł po tym, gdy pomimo wysokiej gorączki został wystawiony na mróz i skopany przez wartownika z formacji SS. Zwłoki zostały skremowane, a prochy  władze niemieckie odesłały rodzinie. Prochy Jana J. Buzka spoczęły, zgodnie z jego życzeniem przekazanym współwięźniowi Janowi Semboli, w Bystrzycy nad Olzą w grobie pierwszej żony.

## Odznaczenia
- Krzyż Komandorski Orderu Odrodzenia Polski (1938)[4]